# Ten Candles
Ten Candles ist ein Erzählrollenspiel von Stephen Dewey, das 2015 bei Cavalry Games erschienen ist. Es wird klassischerweise dem Genre des tragischen Horrors zugeordnet. Das zentrale Spielelement sind die namensgebenden zehn Kerzen, welche im Laufe des Spiels nach und nach erlöschen.

## Spielprinzip
Ten Candles wird als „Zero-Prep“-Rollenspiel bezeichnet. Das bedeutet, dass es beinahe ohne Vorbereitung des Spielleiters auskommt. Die Spielwelt entwickelt sich überwiegend spontan durch die Erzählungen des Spielleiters und der Mitspieler. Es muss lediglich ein grobes Setting festgelegt und folgende Spielmaterialien bereitgestellt werden:
- Stift und Papier
- Zehn Kerzen
- eine feuerfeste Schale

Das Spiel eignet sich am besten für 3–5 Spieler. Am Anfang bekommt jeder Mitspieler von seinem Nachbarn ein paar, auf Papier geschriebene Eigenschaften zugewiesen und legt diese als Stapel vor sich ab. Diese Eigenschaften repräsentieren die Charaktere.
Die einzige Lichtquelle während des Spiels sollte, wenn möglich, von den zehn Kerzen ausgehen. Diese dienen einerseits der düsteren Atmosphäre, andererseits fungieren sie auch als Countdown des Spielfortschritts. Während am Anfang des Spiels alle zehn Kerzen brennen, wird mit jedem Fehlschlag einer Würfelprobe eine Kerze gelöscht. Um eine Würfelprobe zu wiederholen, können die Spieler eine der als Stapel bereitgelegten Eigenschaften verbrennen. Damit „verlieren“ sie in der Erzählung diese besondere Eigenschaft. Ansonsten kommt es zu einer sogenannten „Wahrheitsrunde“. Alle Spieler erzählen reihum eine Wahrheit über die Welt, in der sie sich befinden, angefangen mit dem Spielleiter. Das kann zum Beispiel etwas sein wie: „Ich finde in meiner Tasche ein Feuerzeug“ oder „Durch den dunklen Wald kommt eine Gestalt auf uns zu“. Die Anzahl der ausgesprochenen Wahrheiten entspricht dabei genau der Anzahl der noch brennenden Kerzen. Ist die Wahrheitsrunde beendet, beginnt eine neue Szene und die Spieler müssen wieder in klassischer Rollenspiel-Manier auf die Spielwelt reagieren, bis die nächste Kerze erlischt.
Eine große Besonderheit von Ten Candles ist, dass das Schicksal der Charaktere (in der klassischen Spielvariante) von Anfang an besiegelt ist: in Ten Candles gibt es keine Überlebenden. Mit dem Erlöschen der letzten Kerze, finden alle Charaktere ihr tragisches Ende. Damit wird Ten-Candles auch meist in einer einzigen Spielrunde beendet und nicht, wie zum Beispiel Dungeons & Dragons als Rollenspiel-Kampagne über mehrere Runden gespielt. Damit geht es in Ten Candles auch nicht darum zu gewinnen, sondern in der verbliebenen Zeit eine möglichst spannende Geschichte zu erzählen. Denn eine weitere Besonderheit des Regelwerkes ist es, dass sich Spielleiter und Spieler das Erzählrecht teilen. Immer wenn eine Würfelprobe abgelegt wird, würfelt auch der Spielleiter. Der, dessen Würfelergebnis besser ist, darf erzählen was in dieser Situation geschieht. Während der restlichen Zeit liegt das Erzählrecht beim Spielleiter.
Die ausführlichen Regeln können auf der Website von Ten Candles nachgelesen werden.